# Actinotaenium viride
Actinotaenium viride  là một loài Song tinh tảo trong họ Desmidiaceae, thuộc chi Actinotaenium.